# 고예나
고예나(1984년 ~)는 대한민국의 작가이다. 1984년에 부산에서 태어나 서울예술대학교 문예창작학과에서 학사 학위를 수여했다. 그녀는 1년 동안 직장 생활을 하다가 중간에 그만두고, 고시원에 입소하여 3개월 동안 '마이 짝퉁 라이프'라는 소설을 완성하였다. 이 소설로 2008년 제 32회 오늘의 작가상을 받으며 등단하였다. 특히 이 작품은 '이미테이션으로서의 성과 사랑을 이야기한 포스트모던 러브 스토리'라는 평가를 받으며 독자들의 관심을 끌었다. 2년 후인 2010년에는 '자매'라는 소재를 사용하여 온라인 서점인 인터파크에 '우리 제발 헤어질래?'라는 소설을 출간하였다.

## 작품
- 《마이 짝퉁 라이프》(2008년)
- 《우리 제발 헤어질래》(2010년)
- 《클릭 미》(2011년)
- 《경성 브라운》(2023년)

## 수상
- 오늘의 작가상(2008년)